# Saint-Front-la-Rivière
Saint-Front-la-Rivière é uma comuna francesa na região administrativa da Nova Aquitânia, no departamento Dordonha. Estende-se por uma área de 18,03 km². Em 2010 a comuna tinha 515 habitantes (densidade: 28,6 hab./km²).